# Frit fald (film fra 2023)
 For alternative betydninger, se Frit fald (flertydig).
Frit fald (originaltitel Anatomie d'une chute, også distribueret som Anatomy of a Fall) er en fransk film fra 2023 af Justine Triet.
Filmen havde premiere ved Filmfestivalen i Cannes den 21. maj 2023, hvor den ved samme lejlighed vandt hovedprisen Palme d'Or. Filmen vandt desuden hele seks priser ved den nationale franske prisuddeling Césarprisen, herunder bedste film. Derudover var den også nomineret til fem kategorier ved Oscaruddelingen 2024, herunder bedste film, bedste instruktør (Triet), bedste kvindelige hovedrolle (Hüller). Filmen vandt en Oscar for bedste originale manuskript ved samme lejlighed.

## Medvirkende
- Sandra Hüller som Sandra
- Swann Arlaud som Vincent
- Milo Machado-Graner som Daniel
- Antoine Reinartz
- Samuel Theis som Samuel
- Jehnny Beth som Marge
- Saadia Bentaieb som Nour